# Захаренков, Максим Сергеевич
Максим Сергеевич Захаренков (род. 4 мая 1990, Ленинград) — двукратный чемпион России по сёги, 2 дан ФЕСА.
Выпускник и аспирант Кафедры теоретической кибернетики Математико-механического факультета Санкт-Петербургского государственного университета с 2014 года.
Играть в сёги научился в 2010 году, первое участие в официальном турнире — октябрь 2010 года.
Увлечения: мини-футбол (вратарь команды «Парк Победы»), риичи-маджонг, киото сёги.
С 2015 года преподаёт TeX в Лаборатории непрерывного математического образования, которую закончил в 2007 году.
С 2012 года — глава российского отделения рейтинговой комиссии ФЕСА, с 2016 года — представитель России в ФЕСА.

### Турнирные результаты в сёги
- 15 января 2012: серебряный призёр Кубка генконсула Японии (Санкт-Петербург)
- 1 мая 2012: серебряный призёр Minsk Shogi Open
- 7 июля 2012: серебряный призёр Кубка посла Японии (Москва)
- 5 января 2014: серебряный призёр Мемориала Шпилёва
- 26 апреля 2015: серебряный призёр Чемпионата России по сёги
- 5 июля 2015: серебряный призёр открытого турнира «Белые ночи» в Санкт-Петербурге
- 24 апреля 2016: чемпион России по сёги
- 19 июня 2016: чемпион открытого турнира «Белые ночи» в Санкт-Петербурге.
- 8 января 2017: чемпион Рождественского турнира — Мемориала Шпилёва[6].
- 26 марта 2017: чемпион Кубка генконсула Японии по сёги (СПб).
- 1 мая 2017: чемпион России по сёги (бронзовый призёр Чемпионата, игрок с лучшим результатом из России) (Москва).
- 9 мая 2017: финалист Чемпионата Белоруссии по сёги (IV место)[7].
- 22 июля 2017: чемпион открытого турнира «Белые ночи» в Санкт-Петербурге
- 8 июля 2018: серебряный призёр открытого турнира «Белые ночи» в Санкт-Петербурге
- 26 августа 2018: серебряный призёр Кубка России по сёги
- 21 апреля 2019: серебряный призёр Чемпионата России по сёги
- 2 июня 2019: серебряный призёр открытого турнира «Белые ночи» в Санкт-Петербурге
- 13 октября 2019: бронзовый призёр Кубка генконсула Японии в Санкт-Петербурге[8]
- 3 мая 2022: бронзовый призёр Чемпионата России по сёги[9]

На июль 2017 года занимал 3-ю позицию в российском и 13-ю в европейском ФЕСА-листе.

### Разряды по сёги
- 27 ноября 2011 — 3 кю ФЕСА
- 15 января 2012 — 2 кю ФЕСА
- 21 июля 2013 — 1 кю ФЕСА
- 9 февраля 2014 — 1 дан ФЕСА,
- 8 ноября 2015 — 2 дан ФЕСА[11].